# Nikola Simić
Nikola Simić, in serbo Никола Симић? (Belgrado, 2 dicembre 1897 – Belgrado, 22 settembre 1969), è stato un allenatore di calcio e calciatore jugoslavo, di ruolo centrocampista.